# Soldiers in Hiding
Soldiers in Hiding è un documentario del 1985 diretto da Malcolm Clarke candidato al premio Oscar al miglior documentario.